# Bönbagge
Bönbagge (Acanthoscelides obtectus) är en skalbaggsart som först beskrevs av Thomas Say 1831.  Bönbagge ingår i släktet Acanthoscelides och familjen bladbaggar. Arten förekommer tillfälligt i Sverige, men reproducerar sig inte. Inga underarter finns listade i Catalogue of Life.

## Bildgalleri

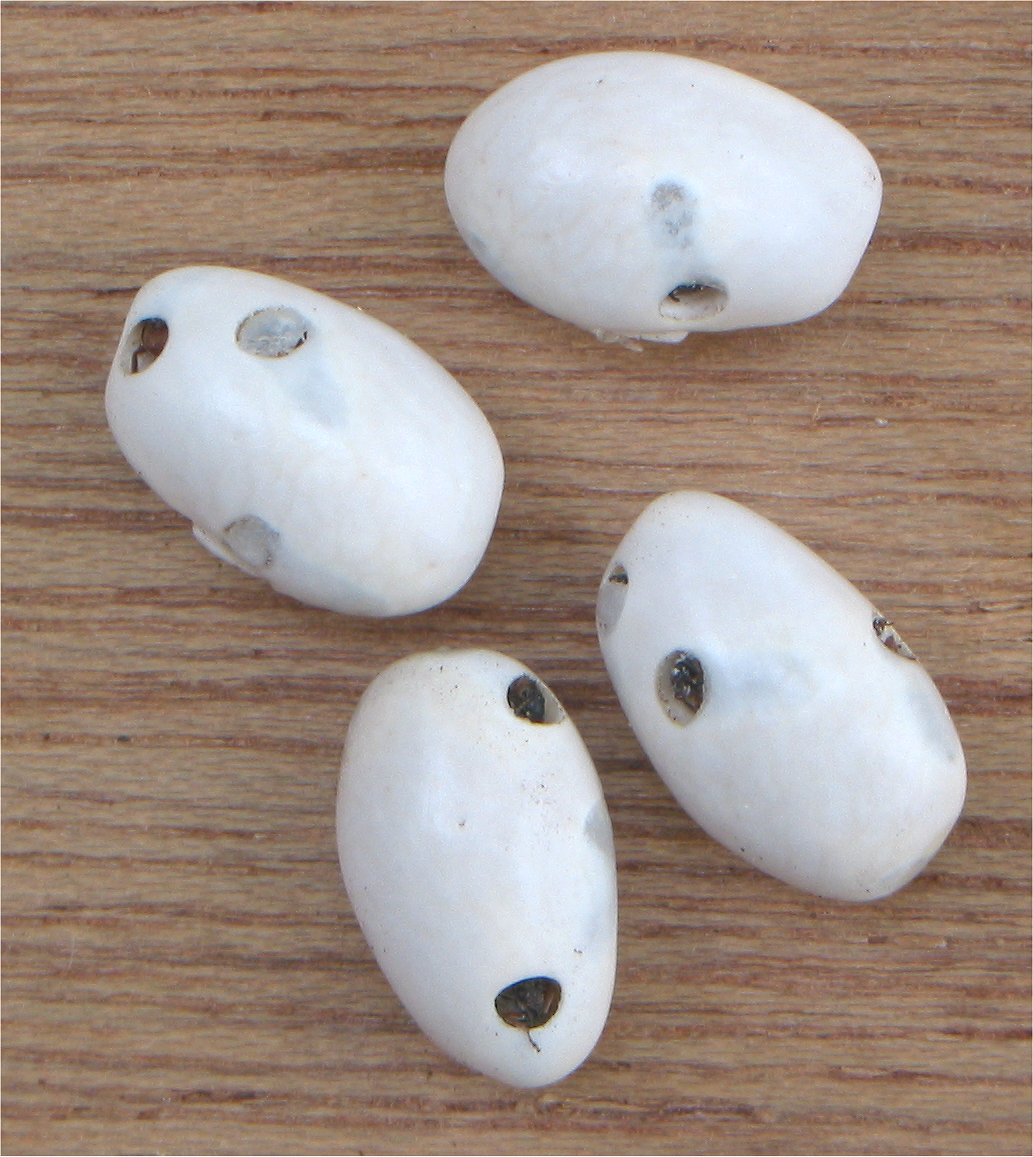
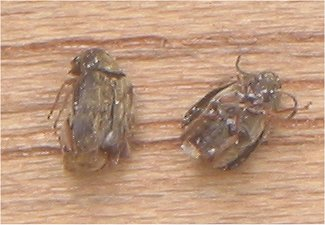
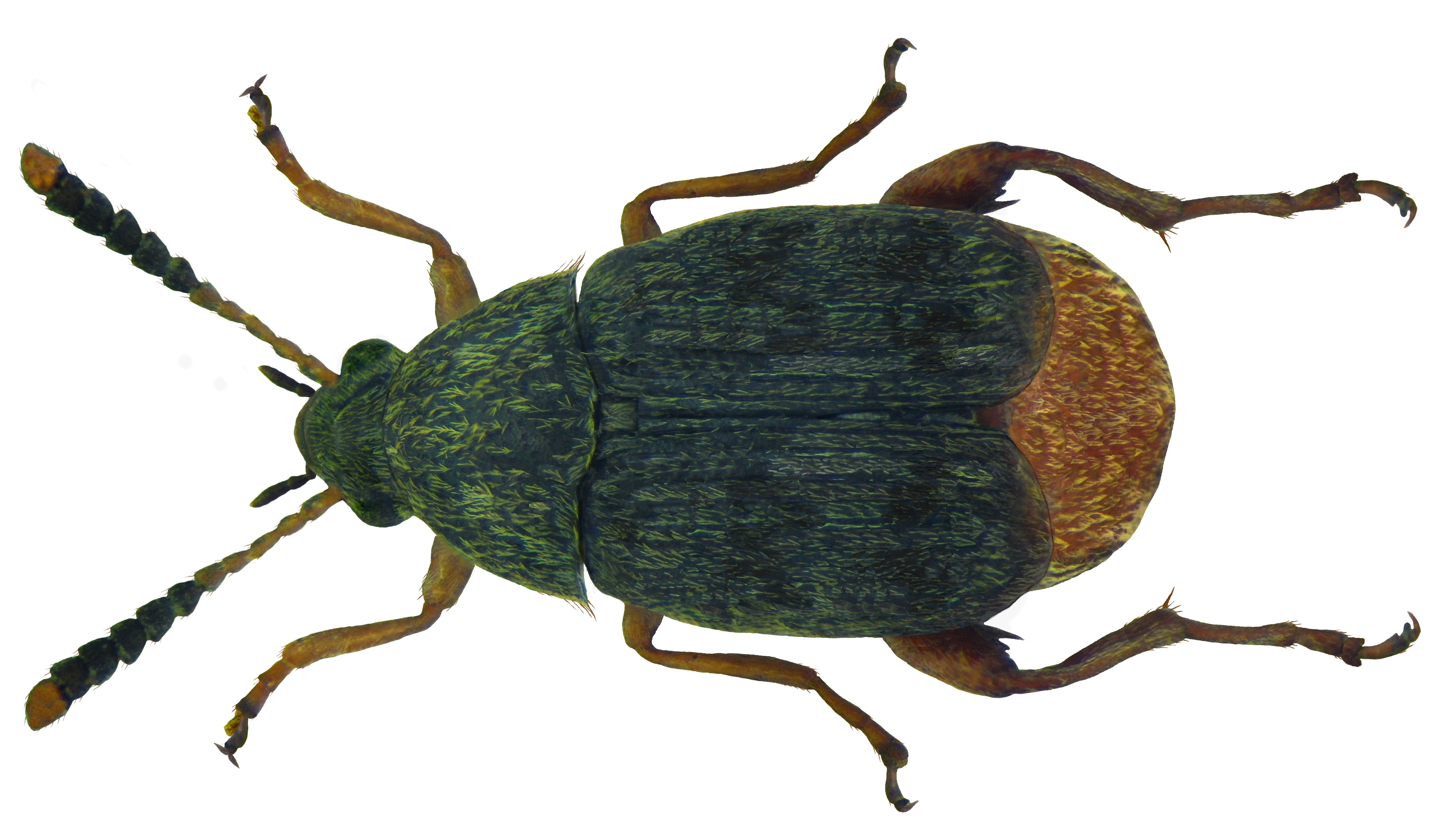
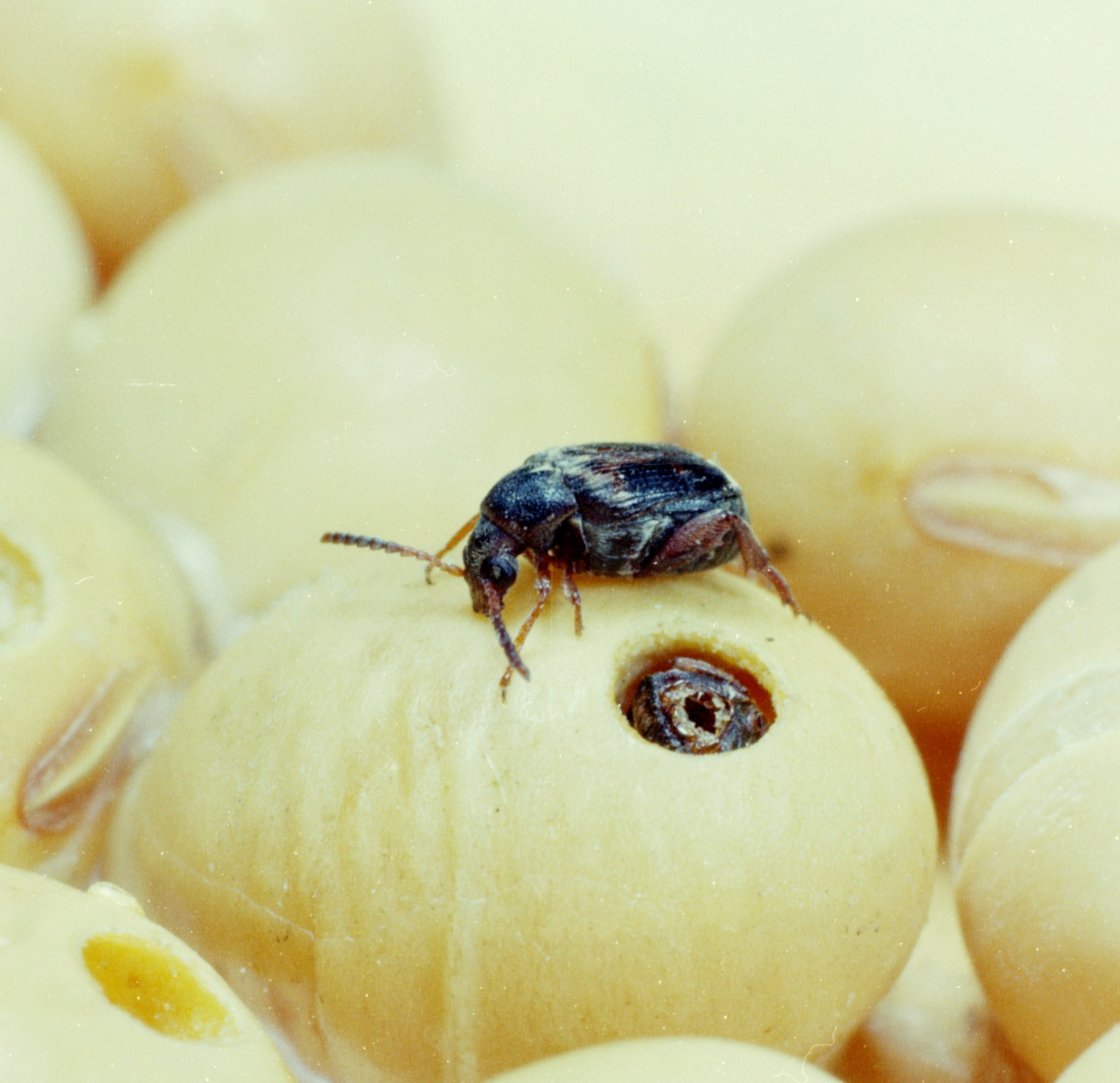
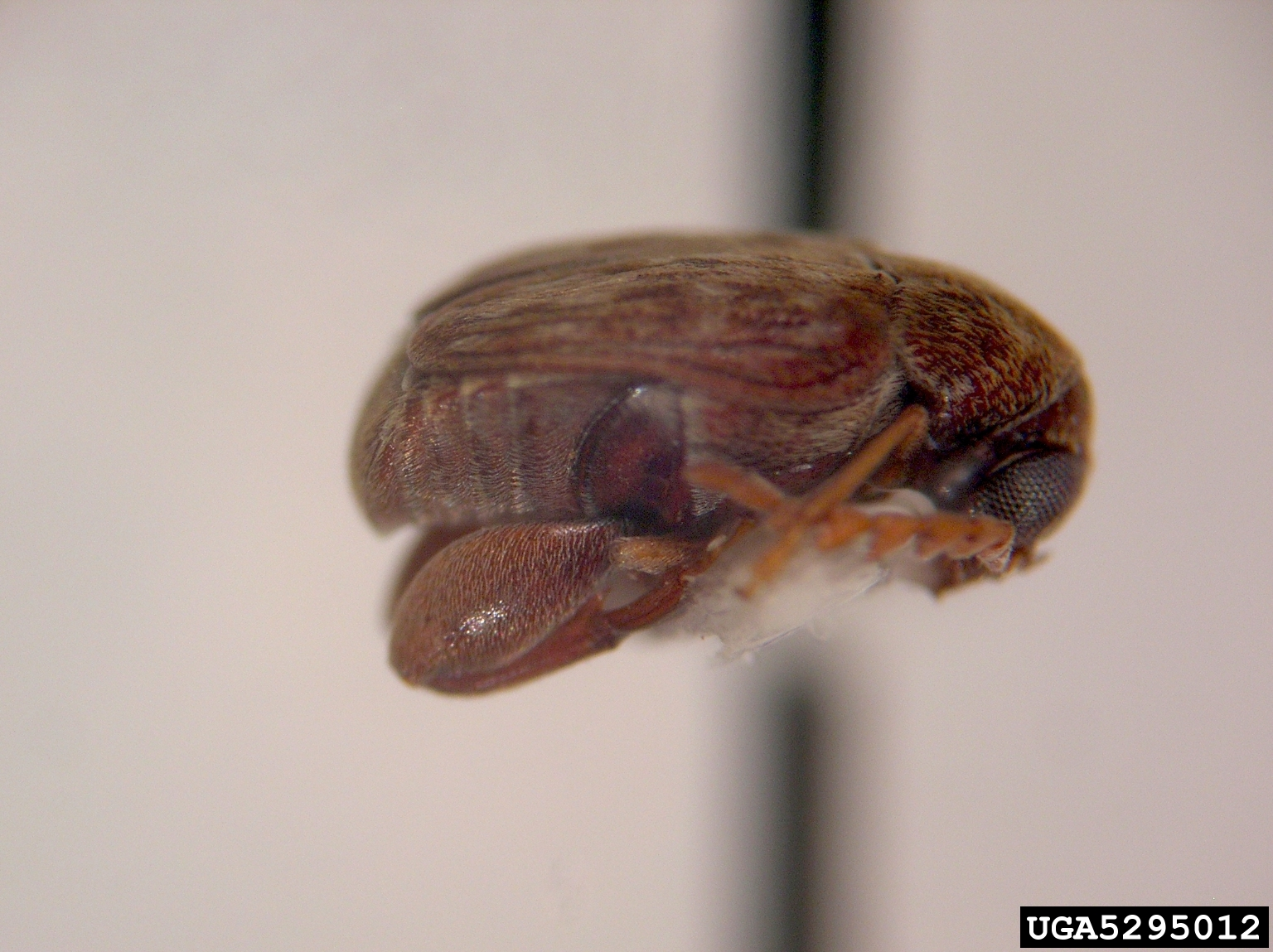